# Deitingen
Deitingen är en ort och kommun i kantonen Solothurn, Schweiz. Kommunen hade 2 340 invånare (2023).